# Tenuidraconema tongaense
Tenuidraconema tongaense is een rondwormensoort uit de familie van de Draconematidae. De wetenschappelijke naam van de soort is voor het eerst geldig gepubliceerd in 2007 door Rho, Min & Kim.